# Zeritis zaraces
Zeritis zaraces är en fjärilsart som beskrevs av William Chapman Hewitson 1874. Zeritis zaraces ingår i släktet Zeritis och familjen juvelvingar. Inga underarter finns listade i Catalogue of Life.